# Корчіано
Корчіано (італ. Corciano) — муніципалітет в Італії, у регіоні Умбрія,  провінція Перуджа.
Корчіано розташоване на відстані близько 140 км на північ від Рима, 9 км на захід від Перуджі.
Населення — 21 332 особи (2014).

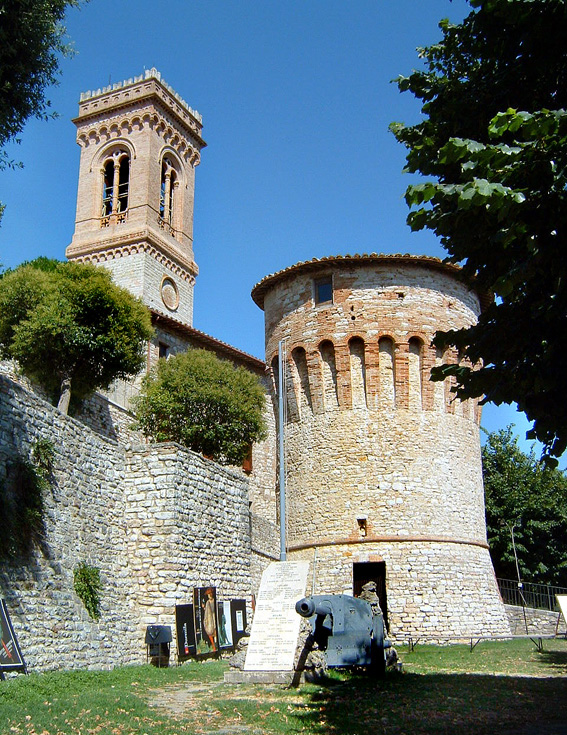

Щорічний фестиваль відбувається 8 травня. Покровитель — святий Михайло.

## Демографія
Населення за роками:

Станом на 1 січня 2023 року в муніципалітеті офіційно проживало 2011 іноземців з 81 країни, серед них 573 громадяни країн Євросоюзу та 88 громадян України.

## Сусідні муніципалітети
- Маджоне
- Перуджа

## Галерея зображень

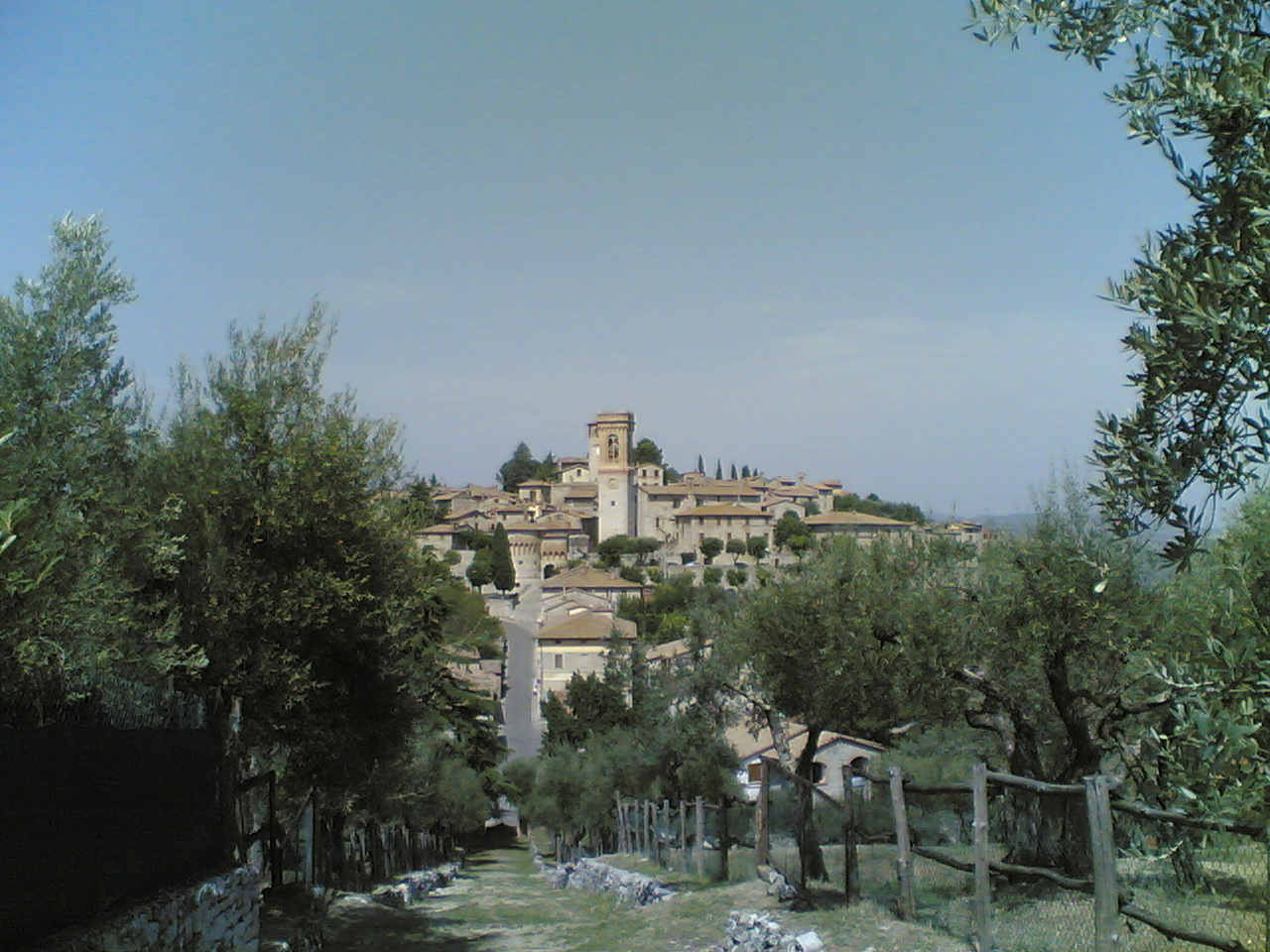
Corciano, abbarbicata sulla collina, vista dalla collina di S.Agostino.
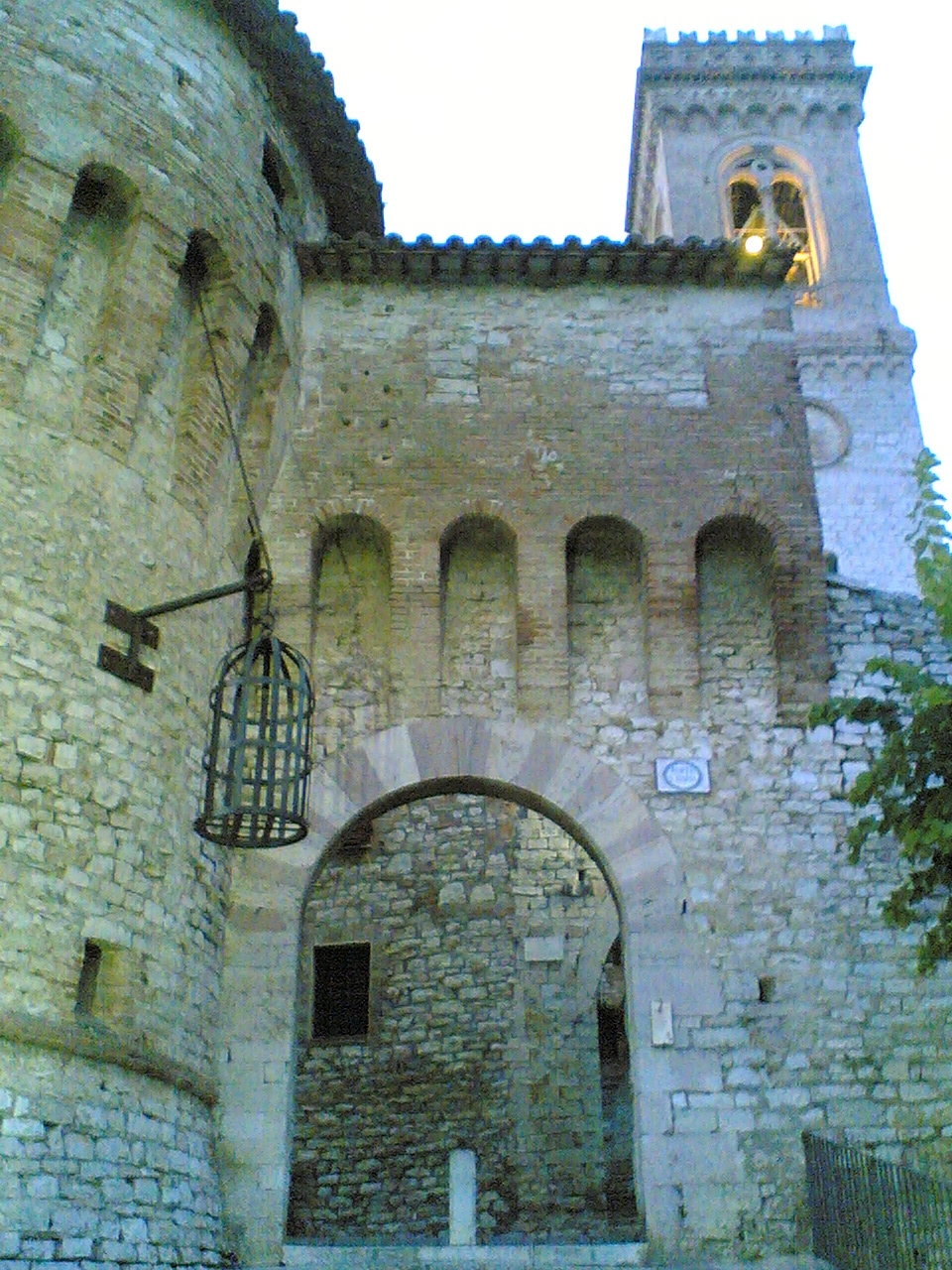
L'ingresso principale del centro storico.
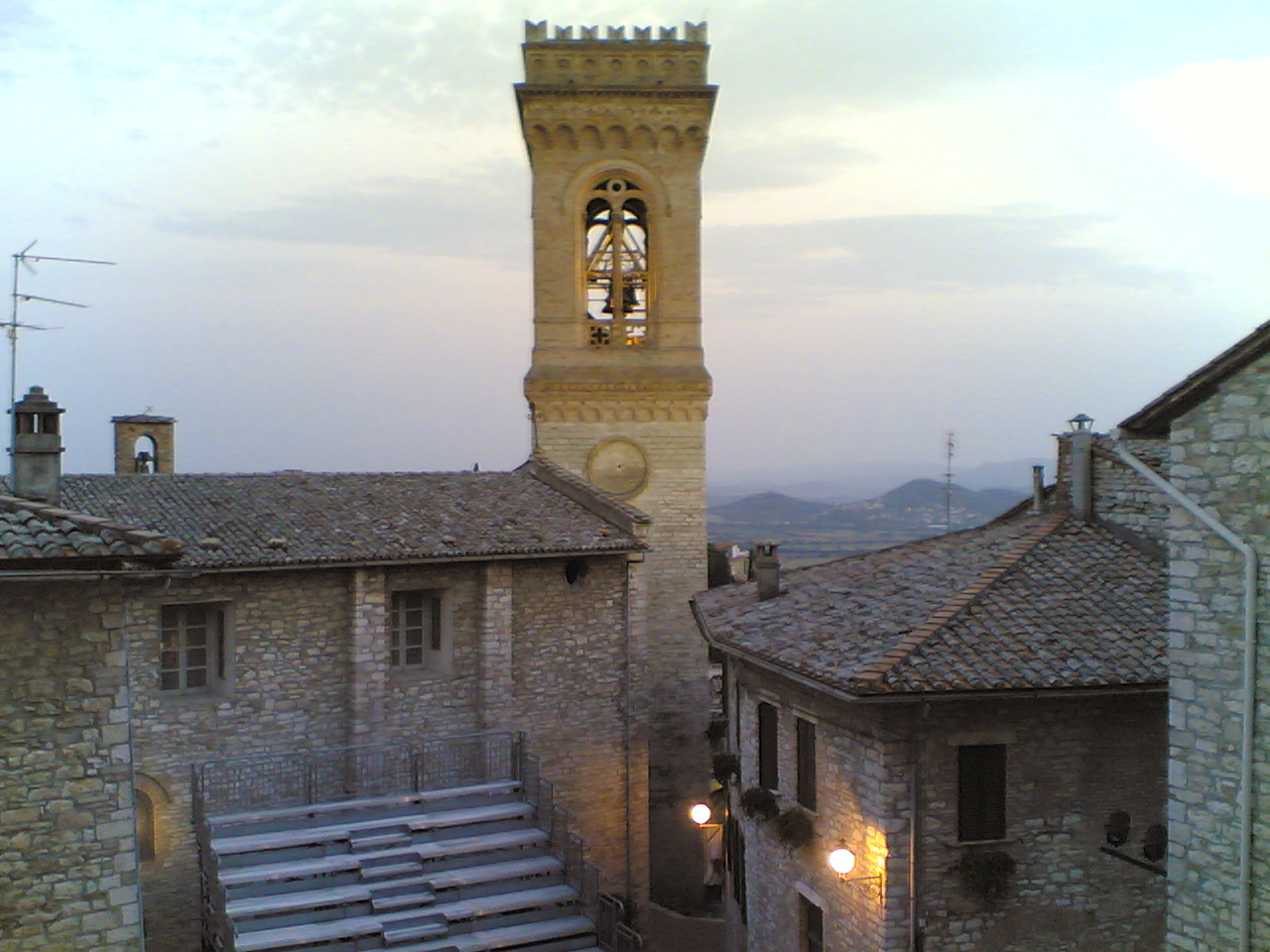
La piazza principale del paese, con il campanile della Chiesa di Santa Maria Assunta.
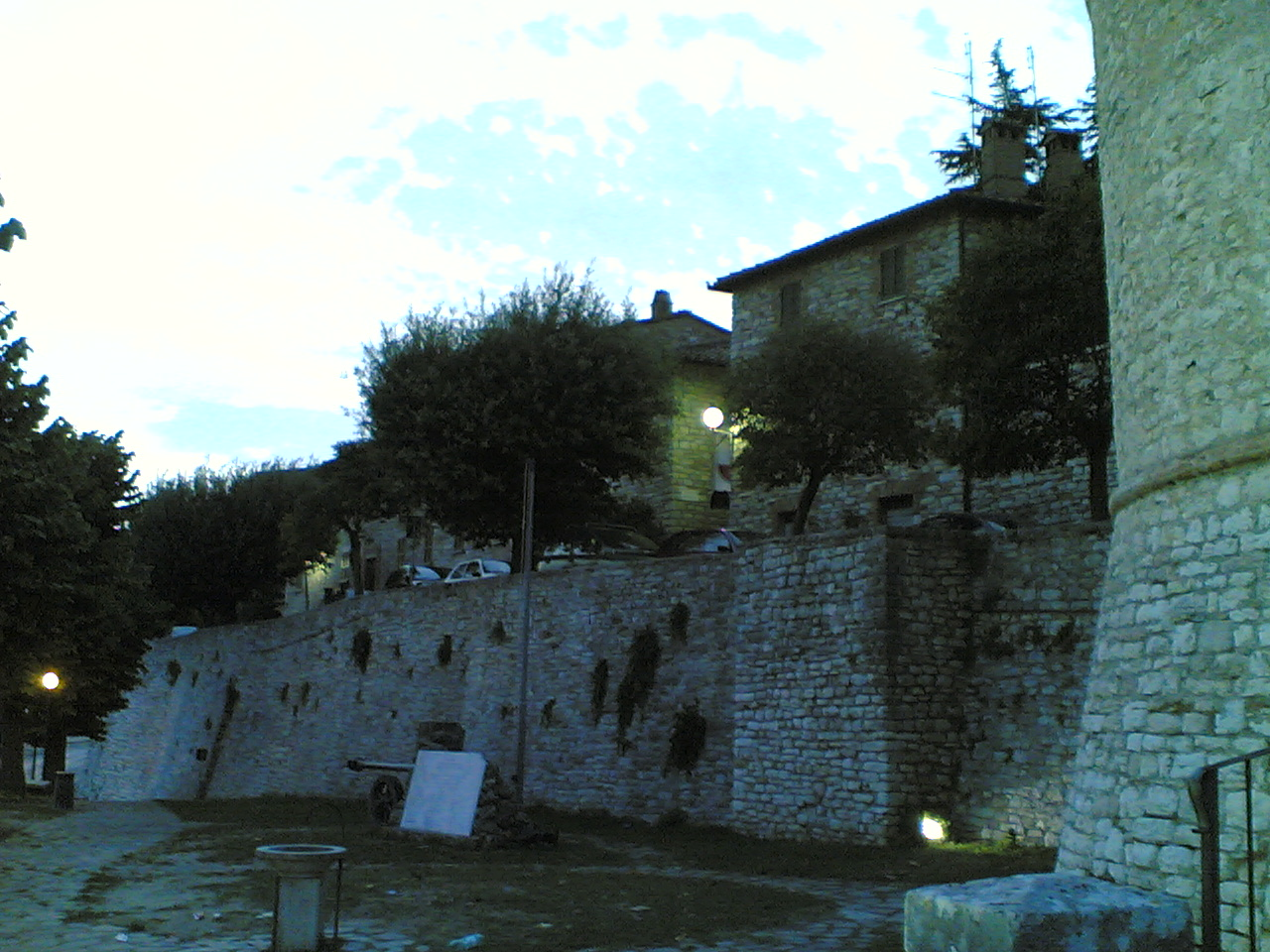
Mura della cittadella fortificata.
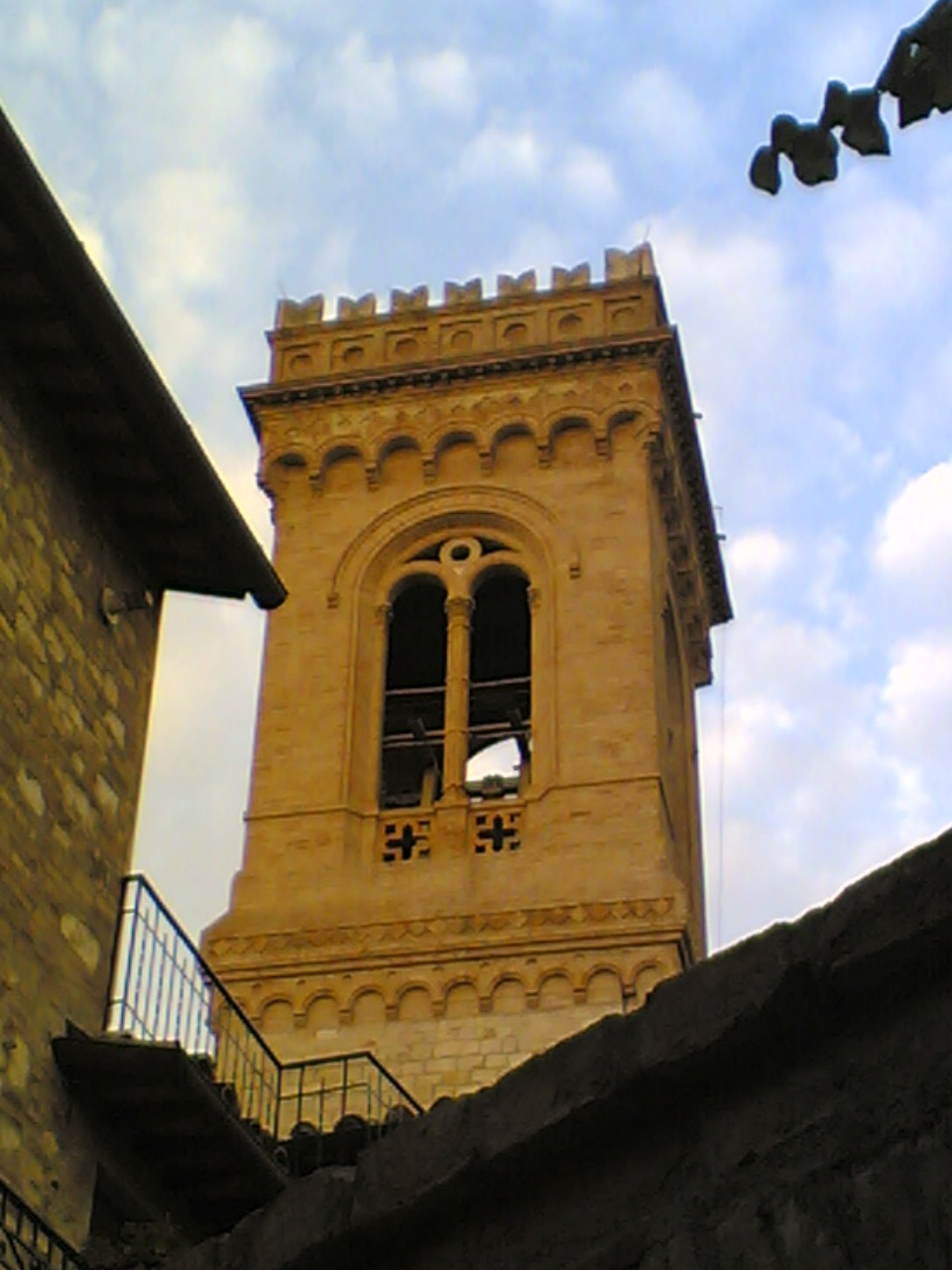
Campanile della Chiesa Parrocchiale di Santa Maria Assunta.
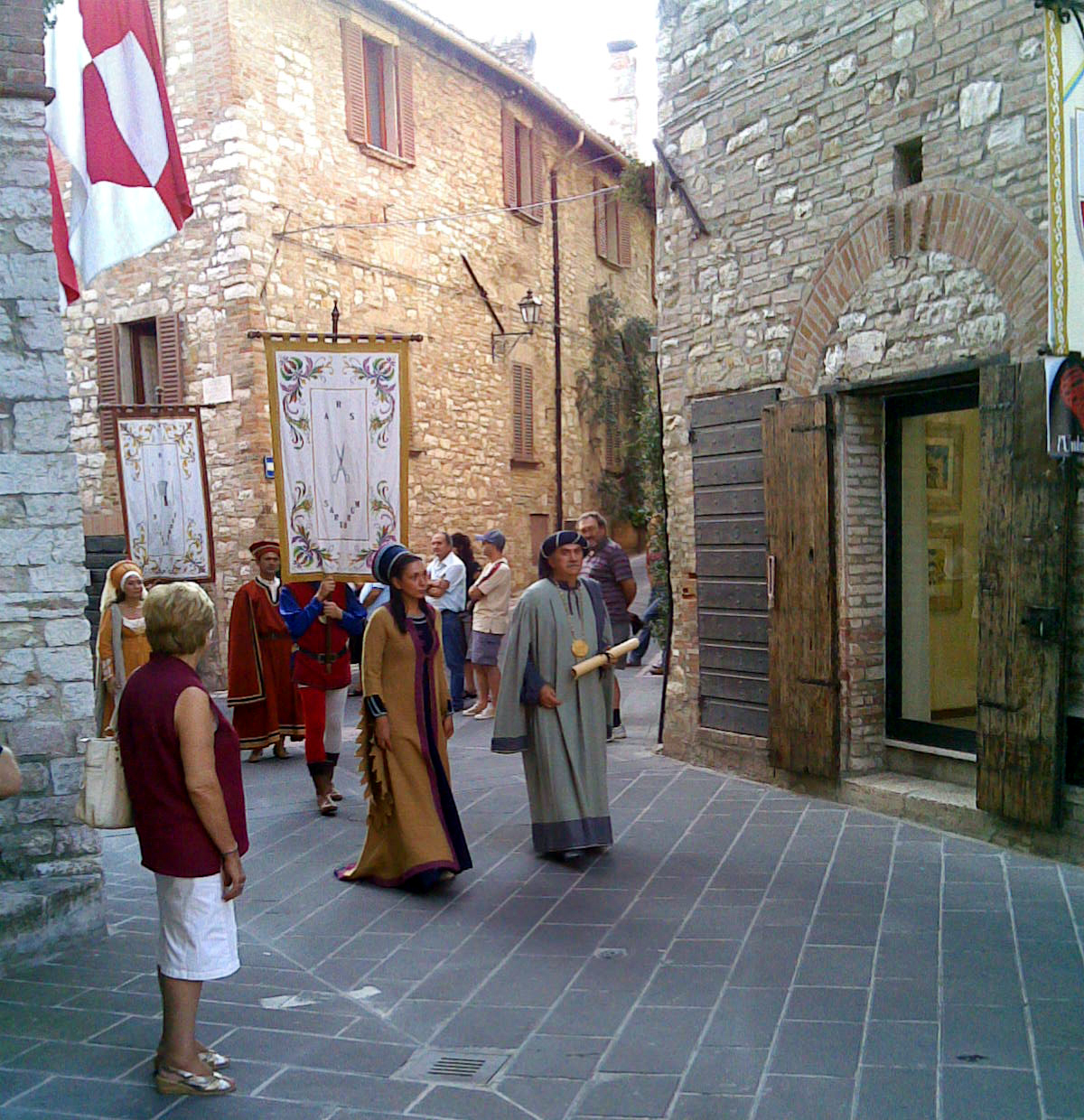
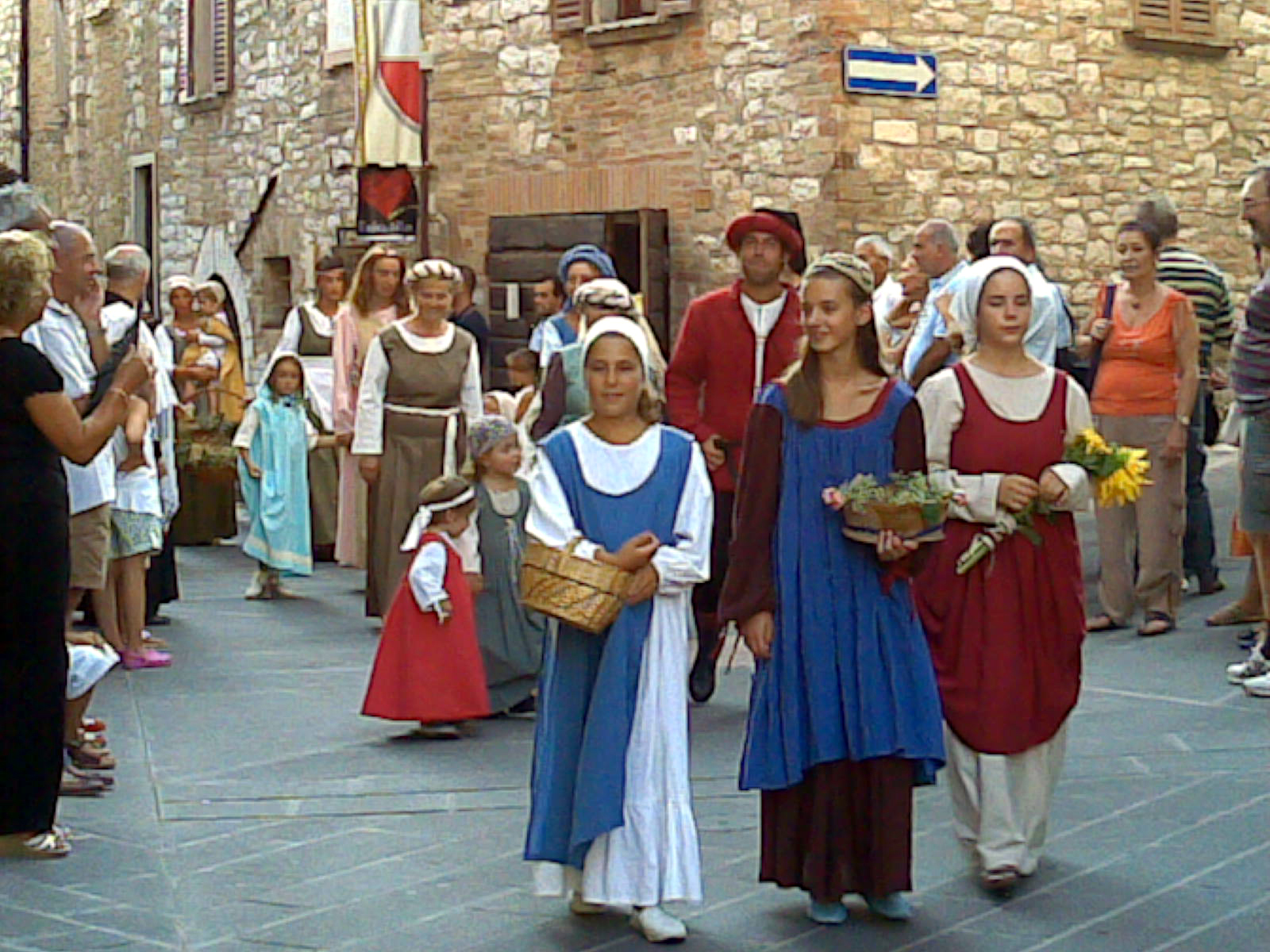
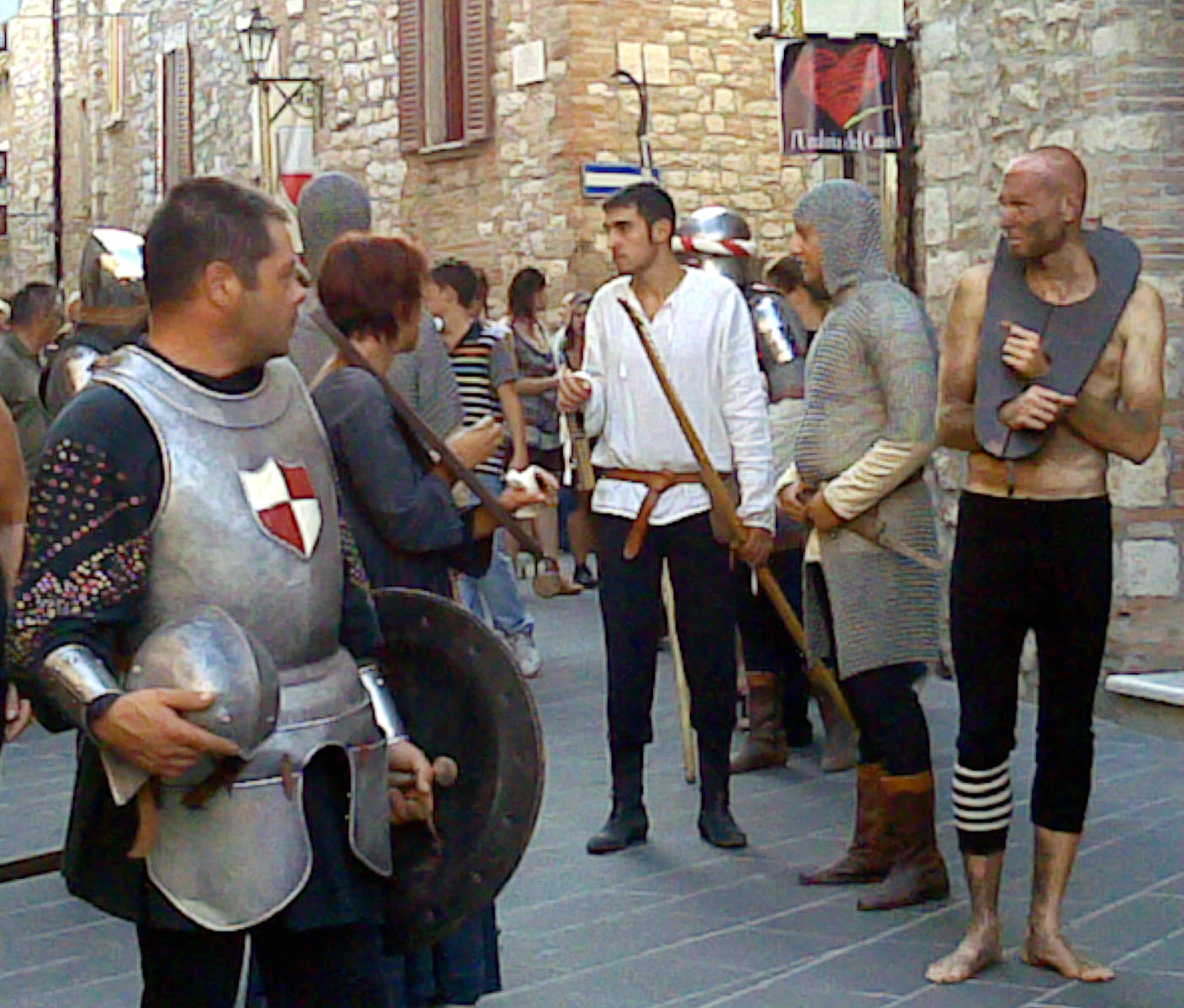